# Heglach
Die Heglach, auch als Pfinz-Heglach bezeichnet, ist ein Flussarm der Pfinz im Oberrheingraben.
Der Name Heglach, auch Hecklach geschrieben, wird gedeutet als „eingehagtes“ Gewässer, das an beiden Ufern von Sträuchern gesäumt ist. Eine andere Interpretation verweist auf einen alten Abzugsgraben, der Hegeloch hieß.
Die Heglach zweigt gut einen Kilometer südöstlich vom Stutenseeer Stadtteil Blankenloch, aber noch auf dem Gebiet der Stadt Karlsruhe, von der Pfinz ab. Dabei wird im Regelfall durch ein Wehr der Abfluss der Pfinz vollständig in die Heglach geleitet.
Den gesamten Flusslauf ungefähr nach Norden fließend, läuft die Heglach erst am Ostrand von Blankenloch, wo sie früher eine Mühle antrieb. Nördlich von Blankenloch unterquert der obere Teil der Alten Bach die Heglach. Sie passiert das Schloss Stutensee, früher ein Großherzogliches Gestüt, wo man Wasser der Heglach zur Wiesenwässerung nutzte. Es gab zwei Zuleitungen von der Heglach: Erst der Seegraben, der oberhalb der Blankenlocher Mühle abzweigte, dann noch ein Trogbauwerk nördlich des Schlosses, das den unteren Teil der Alten Bach überquert. Die Wiesen entwässerten zur Alten Bach, die ab dem Schloss Stutensee knapp westlich der Heglach verläuft.
In Friedrichstal, einem weiteren Stadtteil von Stutensee, liegt die Friedrichstaler Mühle an der Heglach. Nördlich des Stadtteils unterquert die Heglach die Bahnstrecke Mannheim–Karlsruhe. Die Flussaue südlich und nördlich von Friedrichstal ist unter dem Namen Heglachaue als Landschaftsschutzgebiet ausgewiesen.
Vor der Gemarkungsgrenze zu Graben-Neudorf mündete die Alte Bach bis 1739 in die Heglach. 1739 wurde die Alte Bach an den Galgengraben angebunden, der nach Nordwesten verläuft und ausgebaut wurde, um die Heglach bei Hochwasser zu entlasten. Zugleich übernahm der Galgengraben eine wichtige Funktion bei der Wiesenwässerung in der Grabener Bucht, beispielsweise im heutigen Naturschutzgebiet Oberbruchwiesen. In der Gegenwart besteht zwischen Heglach und Alte Bach eine Rohrverbindung, über die Wasser der Heglach in die oberhalb der Rohrmündung meist trockenliegende Alte Bach fließt. Der heute auch als Alte Bach bezeichnete Galgengraben entwässert über den Verlängerten Pfinzkanal in den Rheinniederungskanal.
Unweit des Südkopfes des Bahnhofes Graben-Neudorf vereinigt sich die Heglach wieder mit der Pfinz.
Vermutlich entstand die Heglach um 1668, als in Fronarbeit ein alter Abzugsgraben erweitert wurde. 1784 und 1937 wurde das Flussbett vertieft.
Vor der zwischen 1934 und 1962 durchgeführten Pfinz-Saalbach-Korrektion lag der Abzweig der Heglach von der Pfinz südöstlich des Schlosses Stutensee ungefähr dort, wo heute die Alte Bach die Heglach unterquert.